# Concorde (poire)
Pour les articles homonymes, voir Concorde.
La concorde est une variété de poire.

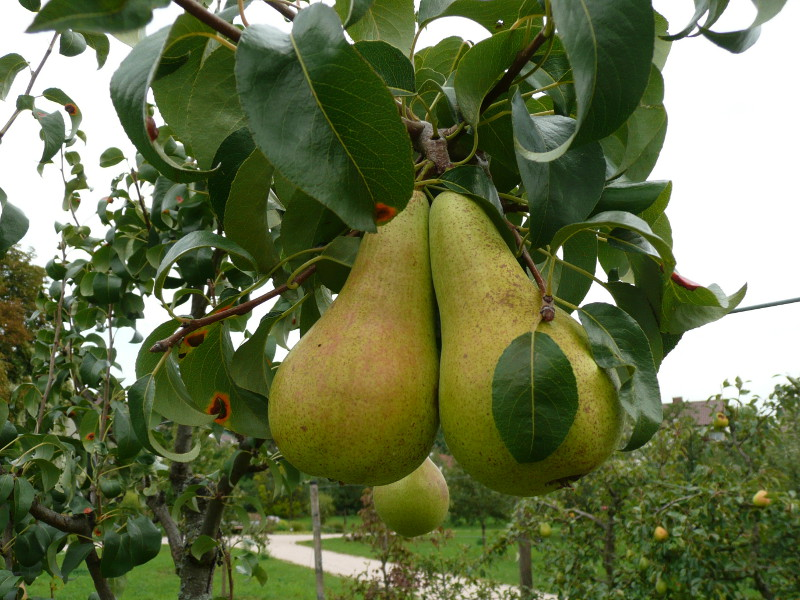
Concorde.

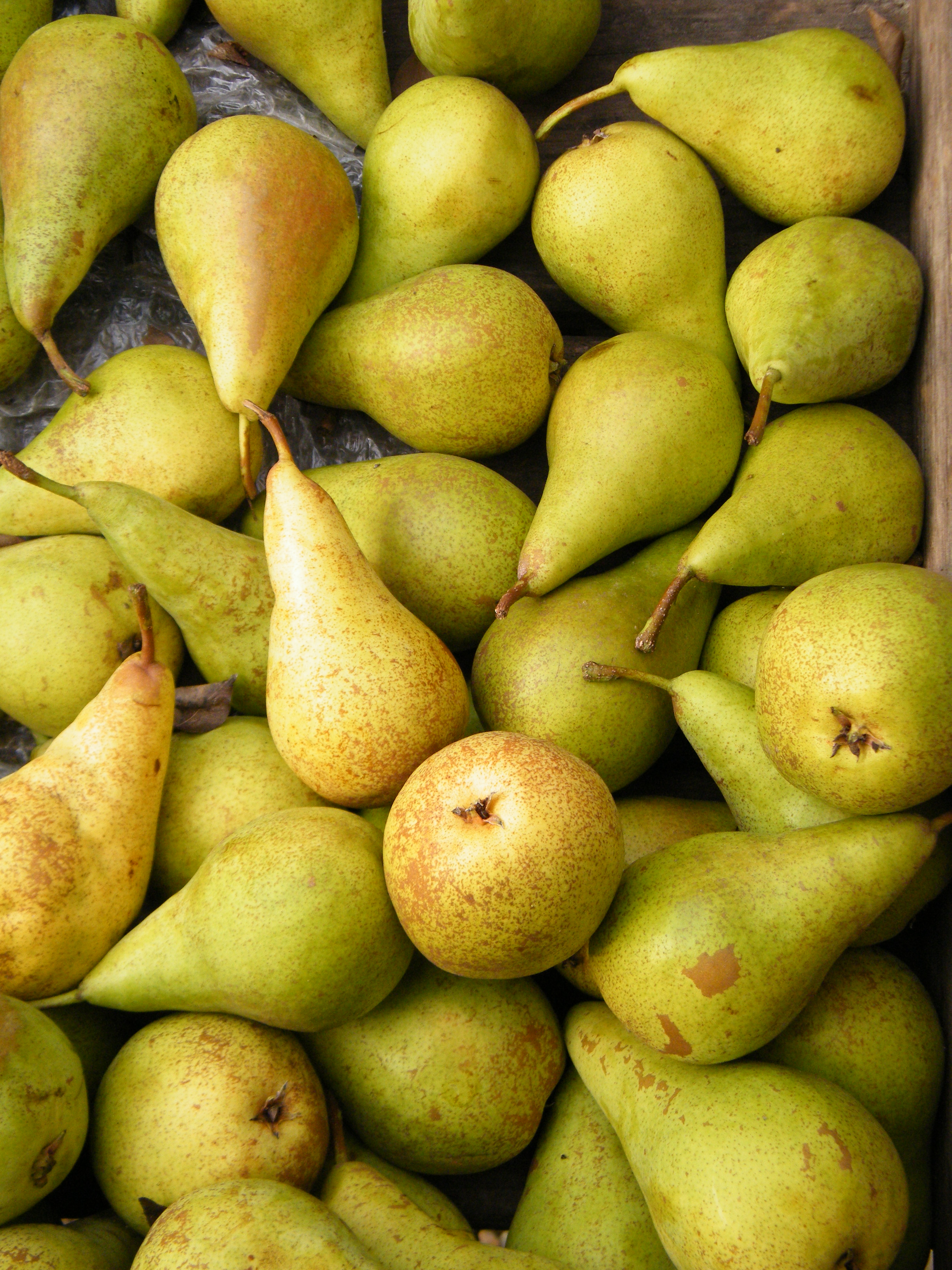
Concorde.

## Origine
La poire Concorde est issue d'un croisement entre Conférence et Doyenné du Comice, obtenu en 1968 par F. Alston et sélectionné en 1977 par la station de recherche d'East Malling and Larkfield, dans le Kent, en Angleterre.

## Description

### Fruit
Le fruit va de moyen à gros, avec une forme de bouteille. Il ressemble beaucoup à la « Conférence ». C'est un fruit de fin de saison, comme pour la « Comice », la récolte a lieu deux semaines après la « Conférence », stockage à - 1°.
Le code PLU du fruit est 3016.

### Arbre
L'arbre est relativement petit. Il est de vigueur moyenne, à port dressé.
Sa floraison quelque peu tardive lui octroie une résistance au feu bactérien.
La bonne résistance aux parasites en fait une variété intéressante pour la culture biologique.